# Hörður Torfason
En aquest nom islandès, el darrer nom és un patronímic, no pas un cognom. La manera de referir-se a aquesta persona és pel nom de pila.
Hörður Torfason (4 de setembre de 1945) és un important cantautor i activista islandès. Ha escrit cançons i poemes, ha actuat sovint al teatre i en algunes pel·lícules, ha dirigit unes 50 produccions teatrals, i ha dissenyat i construït els decorats de moltes d'elles.

## Biografia
Hörður és fill de Torfi Benediktsson i d'Anna Kristinsdóttir (a Islàndia no s'empren cognoms, sinó patronímics que, a més, ens indiquen el gènere del seu portador), i és el segon dels sis fills de la parella.
Havent-se format com a actor a l'escola de teatre del Teatre Nacional d'Islàndia (Þjóðleikhúsið) durant la primavera de 1970, també va treballar de director des de 1971. Amb el seu primer àlbum de cançons, gravat l'estiu de 1970 (Hörður Torfason syngur eigin lög, 'Hörður Torfason canta les seves cançons'), va tenir un enorme impacte en el món musical islandès, i molts cantants el van prendre de model. Hörður ha estat anomenat 'Þjóðleikhús landsbyggðarinnar' ('Teatre Nacional del país') pel fet que durant dècades ha recorregut l'illa almenys un cop l'any fent els seus concerts. Ha treballat de manera independent des de 1973, perquè diu que la seva música i la resta de la seva obra no han de servir per enriquir encara més els rics, ni les empreses. Hörður ha publicat ja 23 àlbums.
Essent com és una figura d'abast nacional, fou el primer islandès a sortir de l'armari públicament, cosa que en va fer un activista pro drets humans. Fou la inspiració dels fundadors del col·lectiu gai-lèsbic Samtökin '78. Més tard fou ell mateix fundador, ideòleg, desenvolupador i portaveu de l'organització Raddir fólksins ('veus del poble') el 2008, arran de la crisi financera islandesa. Fins i tot va encapçalar influents manifestacions davant el Ministeri d'Educació durant l'estiu de 2008 per defensar el cas de Poul Ramses. Com a ideòleg de la Revolució de les Cassoles i com a defensor dels drets humans, també ha viatjat arreu del món oferint conferències sobre els seus mètodes de lluita.
La seva biografia Tabú, escrita per Ævar Örn Jósepsson, fou publicada la tardor de 2008.